# Karlheinz Meier

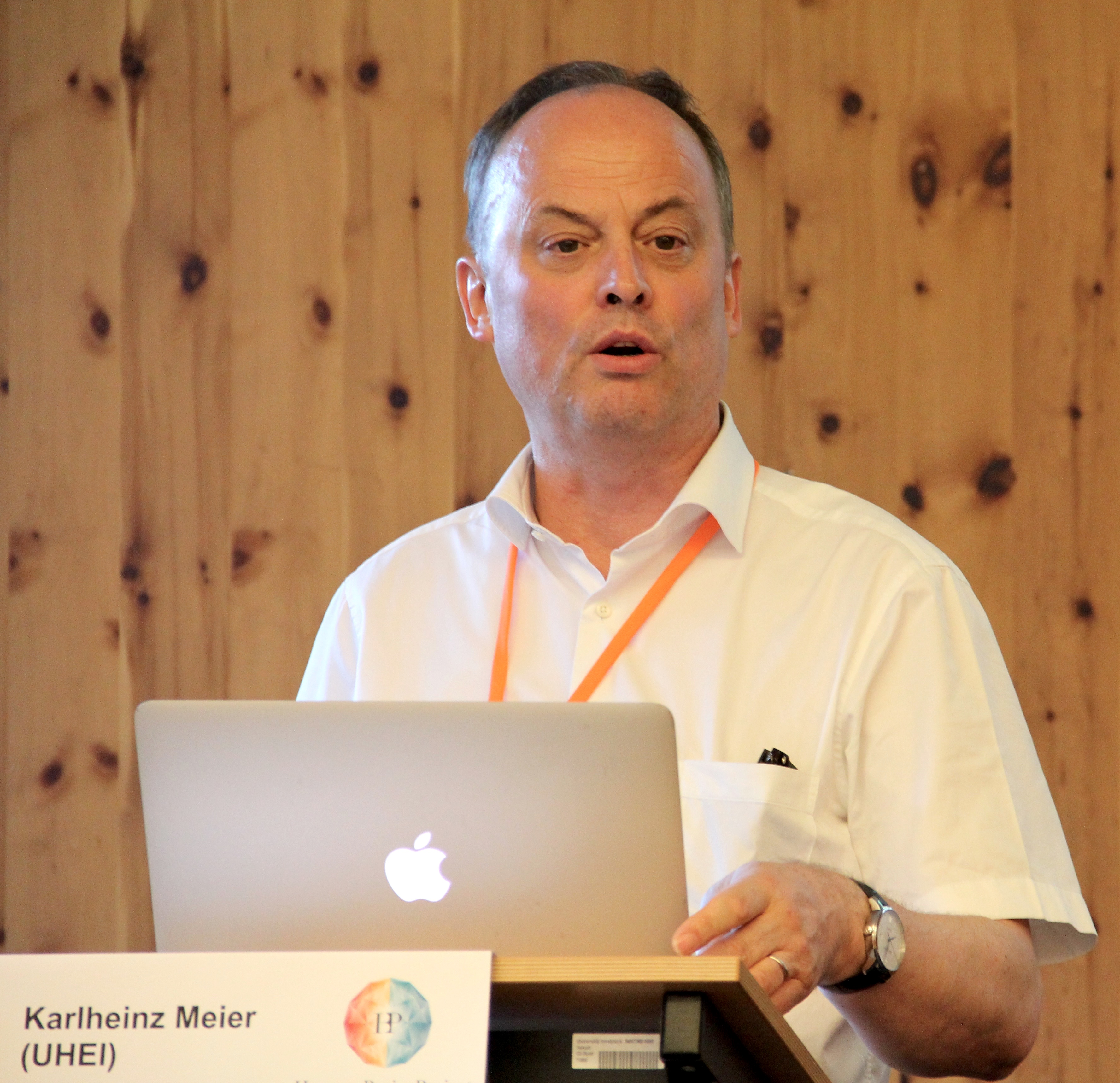
Karlheinz Meier, Vorlesung auf einer Sommerschule in Obergurgl (Österreich), August 2015

Karlheinz Meier (* 4. Mai 1955 in Hamburg; † 24. Oktober 2018 in Heidelberg) war ein deutscher Physiker und Professor für Experimentalphysik an der Ruprecht-Karls-Universität Heidelberg. Er initiierte gemeinsam mit dem Neurowissenschaftler Henry Markram und dem Mediziner Richard Frackowiak das von der Europäischen Kommission geförderte Human-Brain-Projekt.

## Biographie
Nach dem Abitur am Hamburger Gymnasium Süderelbe studierte Meier von 1975 bis 1981 Physik an der Universität Hamburg und promovierte dort im Jahr 1984 mit einer am DESY durchgeführten experimentellen Arbeit. Von 1984 bis 1986 war er zunächst Research Fellow und dann von 1986 bis 1990 Scientific Staff am Europäischen Forschungszentrum CERN in Genf. Ab 1990 kehrte er als Wissenschaftler an das DESY zurück, bevor er 1992 den Ruf auf einen Lehrstuhl für Experimentalphysik an der Ruprecht-Karls-Universität Heidelberg annahm. Von 2011 bis 2015 war er eingeladener Professor an der EPFL in Lausanne. Meier war verheiratet und hatte zwei Kinder.

## Forschung
Meier arbeitete von 1981 bis 2012 auf dem Gebiet der experimentellen Elementarteilchenphysik. Ab 2005 orientierte er seine wissenschaftliche Arbeit neu und wandte sich zunehmend der Konzeption und dem Aufbau neuartiger Computerarchitekturen nach dem Vorbild des Gehirns zu.
Seine Arbeiten in der Elementarteilchenphysik führte Meier an den europäischen Beschleunigerlaboratorien DESY und CERN durch. Die Schwerpunkte seiner Arbeit lagen auf der experimentellen Untersuchung der starken Wechselwirkung und der physikalischen Instrumentierung in Teilchendetektoren. Von 1984 bis 1990 hat er am erstmaligen Nachweis des direkten Zerfalls der W- und Z-Bosonen in Teilchenjets mitgearbeitet. Für das ATLAS-Experiment am LHC konzipierte und baute er mit seiner Gruppe ein elektronisches Triggersystem für die schnelle Datenselektion. Weitere Beiträge zur Instrumentierung lagen auf dem Gebiet der Kalorimetrie in Experimenten der Elementarteilchenphysik.
Ab etwa 2005 wandte sich Meier einem neuen Forschungsgebiet zu. Basierend auf den Erfahrungen beim Bau von Triggersystemen für die Elementarteilchenphysik entwickelte und baute er mit seiner Heidelberger Arbeitsgruppe neuromorphe Computersysteme. Solche Systeme sind physikalische Abbilder neuronaler Netze in der Biologie und werden unter Verwendung mikroelektronischer Schaltkreise aufgebaut. Im Gegensatz zu den heutigen technischen Realisierungen programmgesteuerter Turingmaschinen sind neuromorphe Systeme sehr energieeffizient, fehlertolerant und lernfähig. Die bisherigen Arbeiten wurden in zwei von Meier initiierten europäischen Forschungsprojekten, FACETS und BrainScaleS, durchgeführt. 2010 initiierte Meier mit dem Neurowissenschaftler Henry Markram das europäische Forschungsflaggschiff Human Brain Project (HBP), in dem die Entwicklung großer neuromorpher Systeme mit der Integration neurobiologischer Daten und der Simulation neuronaler Schaltkreise auf Supercomputern systematisch abgestimmt und koordiniert wird. Das Projekt nahm im Oktober 2013 seine Arbeit auf. Im März 2016 wurde von Meiers Gruppe in Heidelberg ein neuromorpher Computer mit vier Millionen elektronischer Neuronen und einer Milliarde Synapsen fertiggestellt und der öffentlichen Nutzung übergeben.
Am 5. Mai 2017 erfolgte der erste Spatenstich für das von Meier initiierte European Institute for Neuromorphic Computing (EINC).

## Auszeichnungen
Karlheinz Meier wurde 1974 zweiter Bundessieger im Wettbewerb Jugend forscht im Fach Physik. 2001 wurde er mit dem Lehrpreis des Landes Baden-Württemberg ausgezeichnet. 2016 wurde er zum Fellow der Europäischen Physikalischen Gesellschaft gewählt. 2018 erhielt er posthum den Lautenschläger-Forschungspreis zugesprochen.

## Öffentlichkeitsarbeit
Meier war Autor und Darsteller von etwa 70 Kurzfilmen, in denen physikalische Phänomene für Laien vorgestellt und erklärt werden. Die Filme entstanden in der vom Campus TV in der Metropolregion Rhein-Neckar initiierten Serie „Team Anderthalb“, in der jeweils 90 Sekunden für die Darstellung eines physikalischen Themas zur Verfügung stehen. Alle Filme folgen einem durchgängigen Konzept: Neben der experimentellen Darstellung eines physikalischen Sachverhaltes enthält jeder Film das Kurzporträt eines Physikers sowie einen aktuellen Bezug zu moderner Technologie. Die Filme stehen auf einem YouTube-Kanal zur Verfügung. Die Anzahl der Aufrufe des Kanals überschritt zu Beginn des Jahres 2016 die Millionengrenze.

## Wissenschaftsmanagement
Karlheinz Meier war 1994 Gründer des Heidelberger ASIC-Laboratoriums für Mikroelektronik. Gemeinsam mit Siegfried Hunklinger gründete er 1999 das Kirchhoff-Institut für Physik an der Ruprecht-Karls-Universität Heidelberg. Von 2001 bis 2004 war er Prorektor an der Ruprecht-Karls-Universität Heidelberg, von 2007 bis 2009 Präsident des European Committee for Future Accelerators (ECFA) und von 2009 bis 2013 im Vorstand der Deutschen Physikalischen Gesellschaft zuständig für den Bereich Außenbeziehungen. Ab 2010 war er Vorsitzender des Kuratoriums des Max-Planck-Instituts für Astronomie.